# Внукова Наталія Миколаївна
Наталія Миколаївна Внукова нар. 25 вересня 1958, м. Мелекесс (тепер — Димитровград) Ульяновської області, РРФСР} — український економіст, доктор економічних наук (1999), професор (2001) Харківського національного економічного університету імені Семена Кузнеця, заслужений економіст України (2011), «Відмінник освіти України» (2005), Член-кореспондент Академії технологічних наук України (2001), член Правління та Голова Харківського обласного осередку Спілки економістів України, Віце-президент Харківської громадської організації "Єврорегіон «Слобожанщина».

## Біографія
Наталія Миколаївна Внукова народилася 25 вересня 1958 року у місті Мелекесс (тепер — Димитровград) Ульяновської області (Росія) в сім'ї службовців.
Певний час проживала у м. Ясному Оренбурзької області (Росія), оскільки її батьки працювали там на будівництві.[джерело?]
Згодом родина переїжджає до Харкова і Наталія Внукова у 1976 році закінчила Харківську середню школу № 46 імені М. В. Ломоносова із золотою медаллю, після чого вступила на машинобудівний факультет Харківського інженерно-економічного інституту, який вона закінчила з відзнакою у 1981 році за спеціальністю «Економіка та організація машинобудівельної промисловості». Вже у студентські роки вона займалася наукою та брала участь у реалізації науково-дослідницьких робіт інституту.[джерело?]
По закінченні Харківського інженерно-економічного інституту, Наталія Внукова стає викладачем-стажером у ньому, а у 1982 році вступає до аспірантури. У 1985 році вона успішно захищає кандидатську дисертацію.
Того ж року вона стала викладачем Харківського інженерно-економічного інституту, а у 1996 році їй було присвоєне вчене звання доцента. Протягом цього часу вона працює на кафедрі інформаційних систем Харківського державного економічного університету.
У 1996 році Наталія Внукова стала проректором Харківського державного економічного університету та директором Міжгалузевого інституту підвищення кваліфікації та перепідготовки керівних кадрів університету.
Проте вже у 1997 році вона вступає до докторантури і у 1999 році захищає докторську дисертацію, після чого обійняла посаду професора кафедри фінансів Харківського державного економічного університету. А у 2001 році Наталії Внуковій було присуджене вчене звання професора.
У 2007 році Наталія Внукова стала завідувачем кафедри управління фінансовими послугами Харківського національного економічного університету.
На цей час[коли?] Наталія Внукова є професором кафедри банківської справи та фінансових послуг Фінансового факультету Харківського національного економічного університету імені Семена Кузнеця.

## Наукова діяльність
Наталія Внукова є авторкою понад 550 наукових і науково-методичних праць, зокрема 25 монографій, 15 навчальних посібників, а також має 3 авторські свідоцтва на інтелектуальну власність. До кола її наукових інтересів входять проблеми ринку фінансових послуг, зокрема, страхування, фінансового лізингу, факторингу, фінансового моніторингу, а також питання стратегічного управління, регіональної економіки, рейтингових систем, кластерних ініціатив, трансферу технологій, інформаційних технологій у фінансовій сфері.
Під її науковим керівництвом захистили свої роботи 1 доктор та 22 кандидати наук, а також здобули перемоги Всеукраїнському конкурсі студентських наукових робіт з природничих, технічних та гуманітарних наук понад 100 студентів.
Наталія Внукова є членом редакційної колегії низки наукових періодичних видань, зокрема, «Економіка розвитку», «Право та інновації», «Страхова справа».
Вона очолювала робочу групу пілотного проекту Міжнародного фонду «Largis» — «Розробка концептуальних засад стратегії розвитку Харківського регіону» (2001) та протягом тривалого часу брала участь у проекті Міжнародної Фінансової Корпорації з лізингу (1997—1999, 2004—2008 та з корпоративного управління (2003—2004). Була консультативно-дорадчої ради Міністерства регіонального розвитку і будівництва України.
Наталія Внукова входить до складу Координаційної ради з питань розвитку підприємництва, зовнішньоекономічної діяльності та залучення інвестицій при Харківському міському голові.
1. Мир лизинга / Н. Н. Внукова, О. В. Ольховиков. — X.: Основа, 1994. — 224 с.
2. Практика страхового бизнеса / Н. Н. Внукова. — К: Лібра, 1994. — 84 с.
3. Экономика и организация производства: учеб. пособие / Н. Н. Внукова, В. П. Василенко, А. Д. Волосников. — X.: ХВУ, 1996.
4. Риск-менеджмент в системе управления предприятием / Л. В. Еременко, предисл.: Н. Н. Внукова. — X.: Форт, 1997.
5. Управління ризиком лізингових операцій (науково-методичні рекомендації) / Н. М. Внукова. — X. : Бізнес Інформ, 1997.— 48 с.
6. Факторинг в рыночной экономике / Н. Н. Внукова. — X.: Бизнес-Информ, 1997. — 160 с.
7. Основи факторингу / Н. М. Внукова. — К.: Знання, 1998. — 174 с.
8. Практикум із страхування / Н. М. Внукова. — К.: Лібра, 1998. — 40 с.
9. Управление развитием рыночной инфраструктуры (методологический и организационный аспект): моногр. / Н. Н. Внукова. — X.: Форт, 1998. — 132 с.
10. Экономические риски в управленческих решениях / Н. Н. Внукова, В. В. Московцев. — Липецк: ЛЭГИ, 1998. — 106 с.
11. Матеріали навчальних семінарів для жінок-фермерів: [навч. посіб.] / авт. група: Л. В. Молдаван, Н. М. Внукова, І. В. Коновалов та ін.; упоряд. Л. В. Молдаван. — К.: Логос, 2000. — 288 с.
12. Регіональна інвестиційна політика: проблеми і перспективи / Н. М. Внукова, І. П. Колот, І. П. Косарева. — X. : Модель Всесвіту, 2000. — 176 с.
13. Рейтингові системи в управлінні науковими процесами в регіон / Н. М. Внукова, С. В. Рябов, Ю. В. Худокормова. — X.: Модель Всесвіту, 2000. — 32 с.
14. Економіка виробничих послуг: моногр. / Н. М. Внукова, Н. В. Кузьминчук. — X.: Модель Всесвіту, 2001. — 132 с.
15. Концептуальні засади стратегії розвитку Харківського регіону / Н. М. Внукова, Л. М. Бондаренко, Л. О. Лімонова та ін.. — X.: Модель Всесвіту, 2001. — 52 с.
16. Банковские операции: расчетное и кредитное обслуживание предприятий / Н. Н. Внукова. — X.: Модель Вселенной, 2002. — 512 с.
17. Ринок фінансових послуг / Н. М. Внукова, В. І. Грачов, Н. В. Кузьминчук. — X.: Інжек. — 2004. — 276 с.
18. Соціальне страхування: конспект лекцій / Н. М. Внукова, Н. В. Кузьминчук. — X. : ХДЕУ, 2004. — 216 с.
19. Страхування: теорія та практика / Н. М. Внукова, Л. В. Временко, В. І. Успаленко, С. І. Чернишов та ін.. — X.: Бурун-книга, 2004. — 376 с.
20. Харьков инвестиционный / Н. Н. Внукова, А. В. Моченков и др. — X.: Эксклюзив, 2004. — 188 с.
21. Kharkov Region Investment / N. N. Vnukova, A. V. Mochenkov. — Kharkov: ICC Proconsul, 2005. — 112 p.
22. Ощадна справа / Н. М. Внукова, М. П. Куліков, В. А. Череватенко. — X.: СМИТ, 2005. — 480 с.
23. Фінанси: вступ до фаху / Н. М. Внукова, В. І. Успапенко. — X.: Бурун-книга, 2005. — 352 с.
24. Харьков инвестиционный / Н. Н. Внукова, А. В. Моченков и др. — X.: Тарбут-Лаам, 2005. — 180 с.
25. Економічна оцінка ризику діяльності підприємств: моногр. / Н. М. Внукова, В. А. Смоляк. — X.: Інжек, 2006. — 180 с.
26. Соціальне страхування / Н. М. Внукова, Н. В. Кузьминчук. — К.: Кондор, 2006. — 346 с.
27. Харьков инвестиционный / Н. Н. Внукова, А. В. Моченков и др. — X.: Контраст, 2006. — 160 с.
28. Харьков инвестиционный / Н. Н. Внукова, А. В. Моченков и др.. — X.: Контраст, 2007. — 148 с.
29. Іпотечний ринок: теорія та практика: моногр. / Н. М. Внукова. — Х.: ИНЖЕК, 2008. — 192 с.
30. Соціальне страхування: кредитно-модульний курс / Н. М. Внукова, Н. В. Кузьминчук. — К: ЦУЛ, 2008. — 480 с.
31. Харьков инвестиционный / Н. Н. Внукова, А. В. Моченков и др. — X.: Контраст, 2008. — 94 с.
32. Интеллектуальное наследие Евсея Либермана и Михаила Калецкого: Лібермановські читання: економічна спадщина та сучасні проблеми: моногр. / Н. М. Внукова. — Х. : ІНЖЕК, 2009.
33. Конспет лекцій з дисципліни «Іпотечний ринок» / Н. М. Внукова, О. Є. Бажанов. — Х.: ХНЕУ, 2009. — 140 с.
34. Основи фінансового моніторингу фінансових послуг / Н. М. Внукова. — К.: КНТ, 2009, — 134 с.
35. Оцінка стану та умов іпотечного кредитування в Україні: Фінансові послуги: Проблеми теорії та практики: моногр. / Н. М. Внукова, О. В. Богданова. — Х., 2009.
36. Ризик факторингових операцій у банку: Фінансові послуги: Проблеми теорії та практики: моногр. [Текст] / Н. М. Внукова, І. М. Мовчан, І. М. Шевченко. — Х., 2009.
37. Спеціальні інструменти забезпечення прозорості аудиту страховиків: Фінансові послуги: Проблеми теорії та практики: моногр. / Н. М. Внукова, Н. Ю. Малєєва. — Х., 2009.
38. Страхування: теорія та практика [Текст] / Н. М. Внукова. — Х.: Бурун книга, 2009. — 656 с.
39. Управління кредитним ризиком: Фінанси підприємств: Проблеми теорії та практики: моногр. [Текст] / Н. М. Внукова, Н. О. Макарова. — Х, 2009.
40. Управління перестрахуванням в страховій компанії: Фінансові послуги: Проблеми теорії та практики: моногр. / Н. М. Внукова, Н. Р. Муфазалова. — Х., 2009.
41. Управління розвитком ринків фінансових послуг: моногр. [Текст] / Н. М. Внукова. — Х.: Адва, 2009.
42. Управління фінансовою стійкістю комерційного банку як важлива частина фінансового менеджменту: Фінанси підприємств: Поблеми теорії і практики: моногр. / Н. М. Внукова, В. І. Успаленко, О. А. Ягольницький. — Х., 2009.
43. Фінансовий кластер як складова інтеграції України до ЄС: Фінанси підприємств: Проблеми теорії та практики: моногр. / Н. М. Внукова, Д. В. Гунько. — Х., 2009.
44. Харьков инвестиционный: моногр. / Н. М. Внукова, А. Ягольницкий. — Х.: Контраст, 2009.
45. Государство и рынок: механизмы и методы регулирования и в условиях перехода к инновационному развитию: коллективная монография в 2–х т. [Текст] / Н. Н. Внукова и др, под ред С. А. Дятлова и др. — СПб. : Астерион, 2010. — Т 1.
46. Концепция формирования трансграничного финансового кластера еврорегиона «Слобожанщина» / Н. Н. Внукова, Э. А. Сыромолот, А. А. Ягольницкий, С. М. Рудак. — Х.: Єврорегион Слобожанщина, ХНЭУ, ХГТУСА, 2010.– 32 с.
47. Навчально–методичний комплекс дисципліни «Ринок фінансових послуг» / Н. М. Внукова, В. П. Унинець–Ходаківська. — Ірпінь, НУДПСУ, 2010.– 258 с.
48. Регіони знань в Східній Європі: монографія / Н. М. Внукова, О. Ягольницький. — Тернопіль, 2010.
49. Трансграничное украино–российское сотрудничество: формы, методы, перспективы: монография / Н. Н. Внукова, В. И. Ляшенко. — Донецк: Юго–Восток, 2010. — 419 с.
50. Харьков инвестиционный / Н. Н. Внукова, С. Кияшко. — Х.: Контраст, 2010.
51. Методичні рекомендації щодо реалізації в Україні Концепції міжрегіонального та прикордонного співробітництва держав-учасниць СНД / Н. М. Внукова та ін., Мінрегіонбуд України, Ін-т економіки промисловості НАН України. — Донецьк, 2011. — 248 с.
52. Організація забезпечення створення фінансових кластерів транскордонного співробітництва: монографія / наук. ред. та
кер. кол. авт. : Н. М. Внукова. — Львів: Ін-т регіональних досліджень НАН України, 2011. — 104 с.
53. Фінансові послуги у забезпеченні становлення кластерних ініціатив єврорегіону / Н. М. Внукова. — Х.: ХНЕУ, 2011. — 228 с.
54. Харьков инвестиционный [Текст] / Н. Н. Внукова и др.. — Х.: Контраст, 2011.
55. Транскордонні фінансові кластери у забезпеченні експортно-імпортних операцій: монографія / Н. М. Внукова, С. А. Ачкасова, Г. К. Броншпак та ін.; наук. ред. Н. М. Внукова; Харківський національний економічний університет. — Х.: [Ексклюзив], 2012. — 199 с.
56. Фінансовий моніторинг: навч. посіб. / Н. М. Внукова, Ж. О. Андрійченко; Харківський націон. економ. ун-т ім. С. Кузнеця. — Х.: ХНЕУ ім. С. Кузнеця, 2013. — 203 с.
57. Фінансові аспекти ломбардної діяльності: монографія / Н. М. Внукова; Харківський націон. економ. ун-т ім. С. Кузнеця. — Х.: [Ексклюзив], 2013. — 149 с.
58. Фінансові послуги: проблеми теорії та практики: монографія / Н. М. Внукова, Л. В. Временко, О. В. Діанова та ін.; Харк. нац. ун-т буд-ва та архіт., Харк. регіональне від-ня спілки економістів Укр., Харк.
союз страховиків. — Х.: [Лідер], 2014. — 190 с.: іл.
59. Розвиток системи управління ризиками ринків фінансових послуг: монографія: присвяч. 20-річчю фінансового ф-ту / Н. М. Внукова, Ж. О. Андрійченко, С. А. Ачкасова та ін.; наук. ред. та кер. кол. авт.: Н. М. Внукова; Харківський націон. економ. ун-т ім. С. Кузнеця. — Х.: [Ексклюзив], 2014. — 190 с.: іл.
60. Розвиток ринків фінансових послуг в умовах європейської інтеграції: монографія: присвяч. 20-річчю фінансового факультету / Н. М. Внукова, Ж. О. Андрійченко, С. А. Ачкасова [та ін.] ; наук. ред. та кер.
кол. авт. Н. М. Внукова; ХНЕУ ім. С. Кузнеця. — Х.: [Ексклюзив], 2014. — 217 с.: іл.
61. Страхування ризиків стихійних явищ та техногенних аварій: монографія / Н. М. Внукова, Є. А. Жидко, Ю. О. Кебало ; Харківський націон. економ. ун-т ім. С. Кузнеця — Х.: [Ексклюзив], 2014. — 93 с.: іл.
62. Systemowe zapewnienie jakosci zdrowotnej zywnosci na ukrainie I w Polsce / N. Vnukova, Stanislaw Popek, Daria Nagaivska. — Jaroslaw: Wyd-wo Panstwowej Wyzszej Szkoly Techniczno-Ekonomiczney im. ks. Bronislawa Markiewicza w Jaroslawiu, 2015. — 165 p.
63. Пруденційний нагляд у сфері страхування: монографія / Н. М. Внукова, О. В. Корват, Н. С. Опешко. — Х. : ХНЕУ ім. С. Кузнеця, 2016. — 259 с.: іл.
64. Реформування ринків фінансових послуг в умовах інтеграції до Європейського простору: монографія / Н. М. Внукова, Ж. О. Андрійченко, С. А.. Ачкасова та ін.; наук. ред. Р. Пукала і Н. М. Внукова. — Х.: Ексклюзив, 2016. — 166 с.
65. Євроінтеграційні аспекти розвитку ринків фінансових послуг: монографія / Р. Пукала, Н. М. Внукова, Ж. О. Андрійченко та ін. ; за заг ред. Н. М. Внукової та Р. Пукала; Держ. вищ. техн.-екон. школа ім. Б. Маркевича в Ярославі; Харківський національний економічний університет ім. С. Кузнеця. — Х.: Ексклюзив, 2018. — 175 с.: іл.

## Громадська діяльність
Наталія Внукова протягом 1993—1997 років була Президентом Харківського регіонального об'єднання «Лізинговий фонд», а також кластерного розвитку єврорегіону «Слобожанщина». Також у 1996—2001 році вона була одним із засновників членом правління Укрлізингу.
Вона є керівником групи експертів Харківського союзу страховиків, членом Правління та Головою Харківського обласного осередку Спілки економістів України, Член-кореспондентом Академії технологічних наук України (з 2001) року (секція — соціально-економічне управління), Віце-президентом Харківської громадської організації "Єврорегіон «Слобожанщина». Також певний час була Віце-президентом Спілки підприємців Харківської області, а тепер входить до експертно-консультативної ради цього союзу.
Наталія Внукова була депутатом Червонозаводської районної ради міста Харкова двох скликань (1998—2004), в якій була головою комісії з фінансів, економічного розвитку і підприємництва.

## Відзнаки і нагороди
- Заслужений економіст України (2011) «за значний особистий внесок у становлення незалежності України, утвердження її суверенітету та міжнародного авторитету, заслуги у державотворчій, соціально- економічній, науково-технічній, культурно-освітній діяльності, сумлінне та бездоганне служіння Українському народові»[6]
- Грамота Верховної Ради України «за заслуги перед Українським народом» (2014)
- Лауреат щорічної премії Фонда Олександра Сосіса «за внесок у розвиток страхової науки» (2011, 2013)
- Почесна грамота Міністерства освіти і науки України (2004, 2006, 2008)
- Нагрудний знак «За наукові досягнення» Міністерства освіти і науки України (2010)
- Нагрудний знак МОН України «За наукові та освітні досягнення» Міністерства освіти і науки України (2014)
- Нагрудний знак «Відмінник освіти України» Міністерства освіти і науки України (2005)
- Почесна грамота Міністерства регіонального розвитку та будівництва України (2010)
- Почесна грамота Міністерства фінансів України (2010)
- Подяка Державної комісії з регулювання ринків фінансових послуг України (2011, 2012, 2013)
- Подяка Національної комісії, що здійснює державне регулювання у сфері ринків фінансових послуг (2014)
- Почесні грамоти Харківської обласної державної адміністрації
- Подяка Голови Харківської обласної ради (2013)
- «Слобожанська Слава» (почесна відзнака Голови Харківської обласної державної адміністрації) (2001)
- Стипендіат обласної премії в галузі економіки ім. М. І. Туган-Барановського (2012)
- Почесна грамота Харківської міської ради
- Подяка Харківського міського голови (2017)
- Переможець Харківського регіонального конкурсу «Вища школа — кращі імена» у номінації «Професор» (2002, 2010)
- «Людина року» — Золотий фонд Харкова (2001, 2006)
- Почесна грамота Департаменту освіти Харківської міської ради «за багаторічну сумлінну працю, високий професіоналізм» (2015)
- «Золотий знак ХНЕУ» (2013, 2015)
- «Кращий професор ХНЕУ» (2003, 2004)
- Подяка Державного навчального закладі післядипломної освіти «Навчально-методичний центр перепідготовки та підвищення кваліфікації спеціалістів з питань фінансового моніторингу в сфері боротьби з легалізацією (відмиванням) доходів, одержаних злочинним шляхом, або фінансуванням тероризму» «за сумлінну працю та вагомий внесок у справу підготовки фахівців з питань фінансового моніторингу» (2017)
- Подяка Харківського інституту фінансів Київського національного торговельно-економічного університету «за значний особистий внесок у формування наукової еліти України»
- Почесна Грамота Президії Спілки економістів України «за високі досягнення у створенні сталого розвитку науки для прискорення економічного і соціального зростання України»
- Подяки від закладів вищої освіти за підготовку переможців студентських конкурсів